# Église Saint-Gervais-et-Saint-Protais de Jublains
L'église Saint-Gervais-et-Saint-Protais de Jublains est une église catholique située à Jublains, dans le département français de la Mayenne.

## Localisation
L'église est située dans le bourg de Jublains, au croisement de la rue de Douce (RD 129) et de la rue Henri-Barbe (RD 7).

## Histoire
L'édifice actuel a été construit sur les anciens thermes, à l'instar de l'église d'Entrammes.

## Intérieur

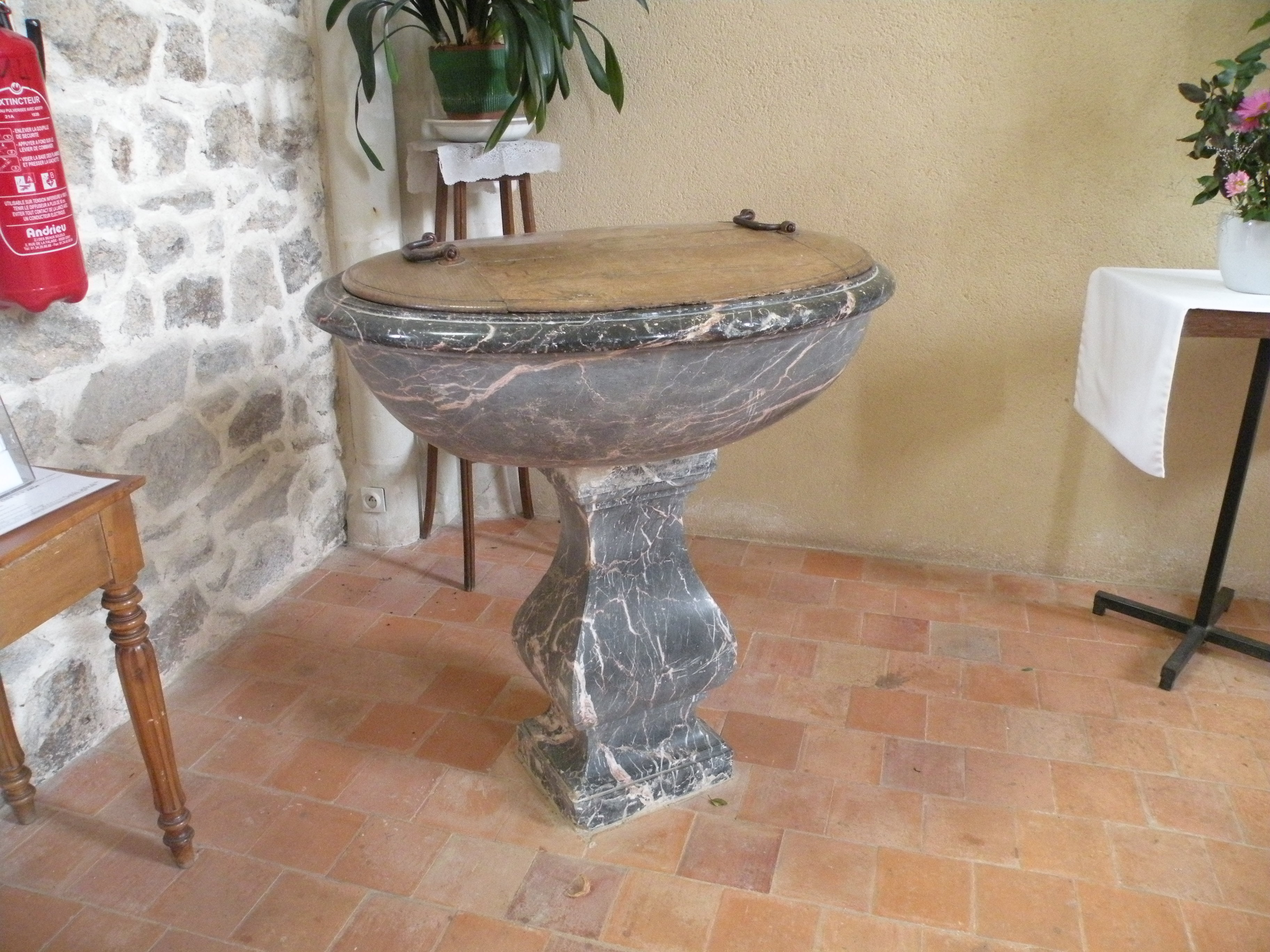
Bénitier.
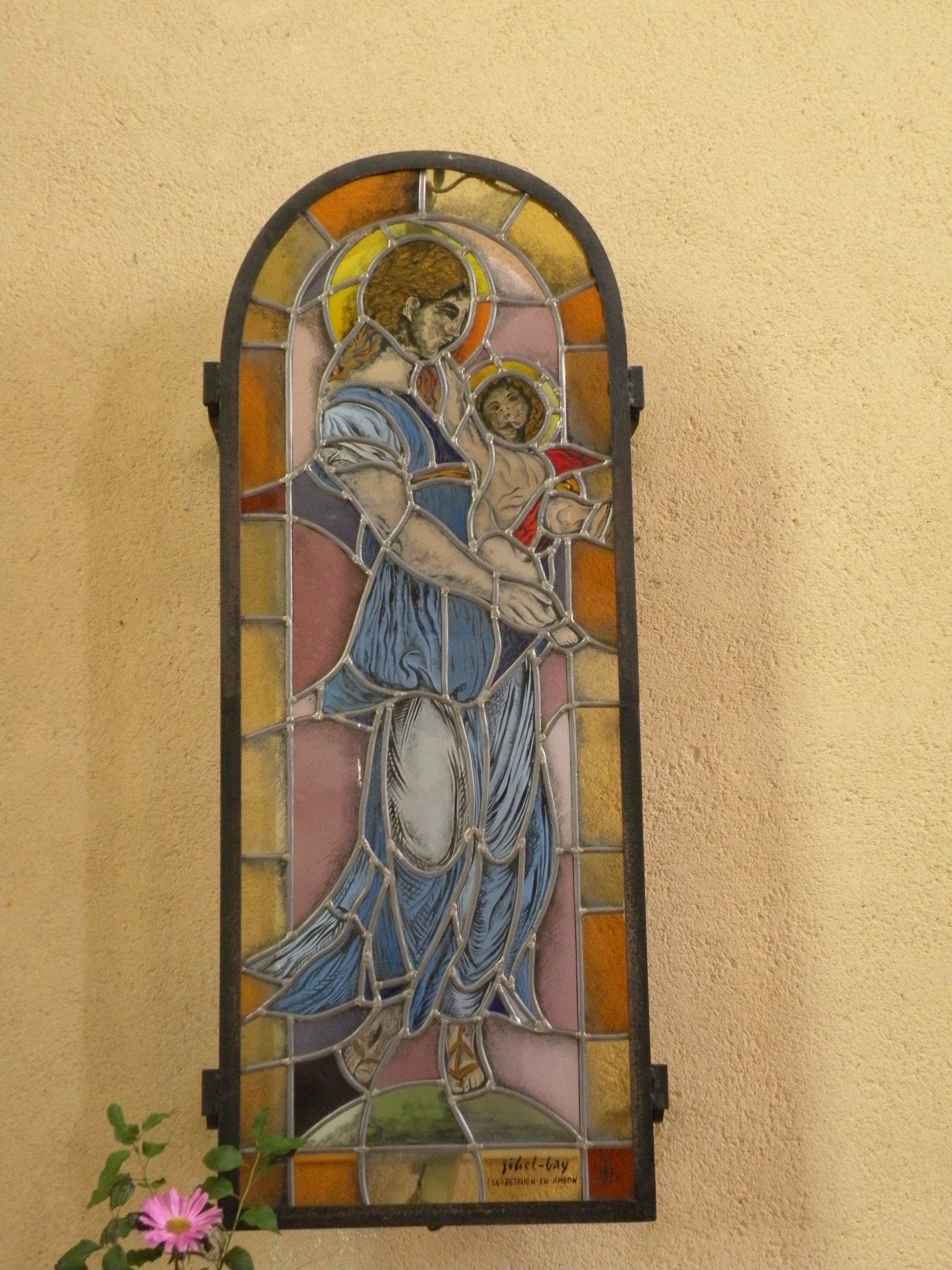
Vierge à l'Enfant (vitrail).
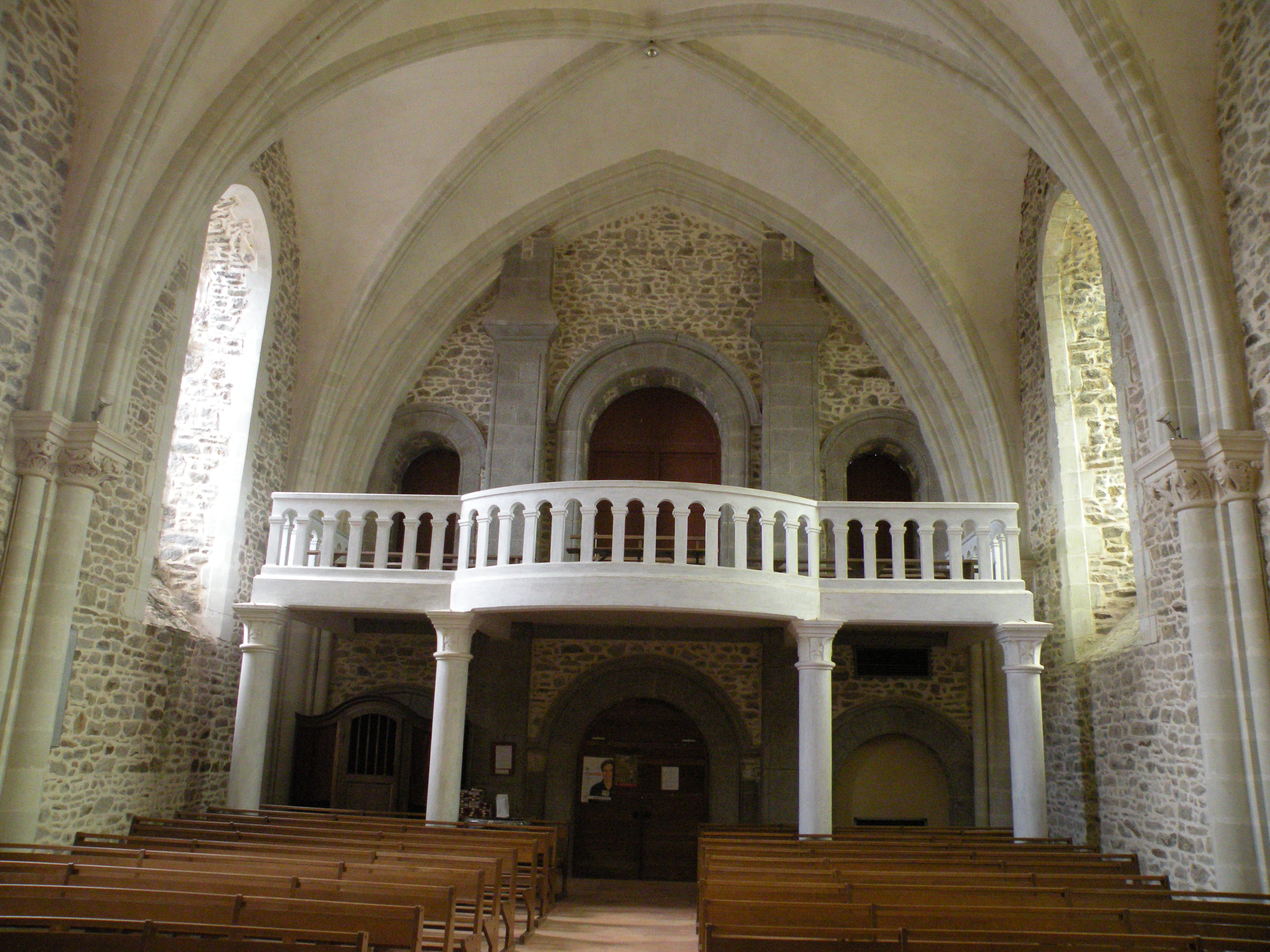
Tribune.
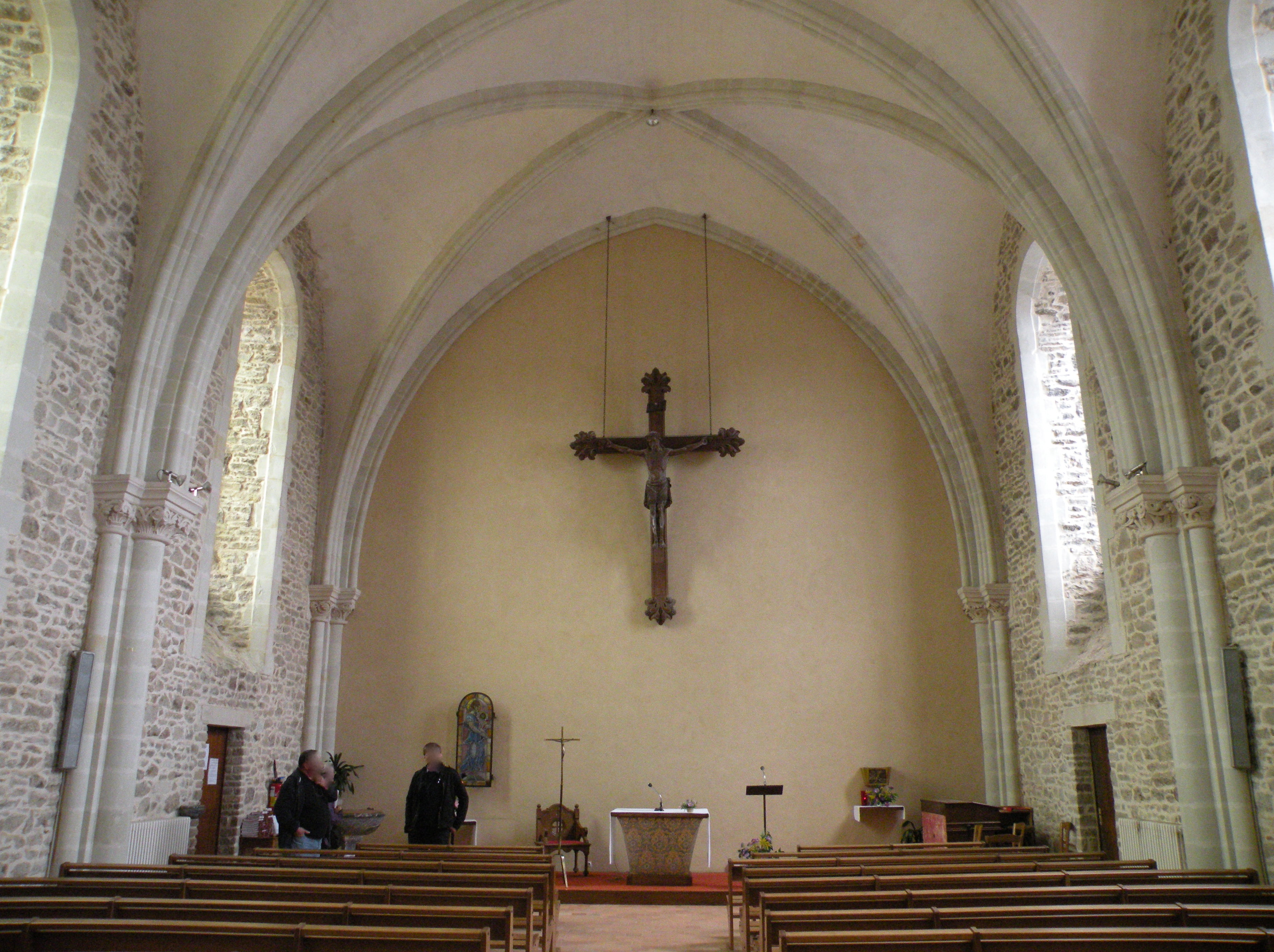
Chœur.
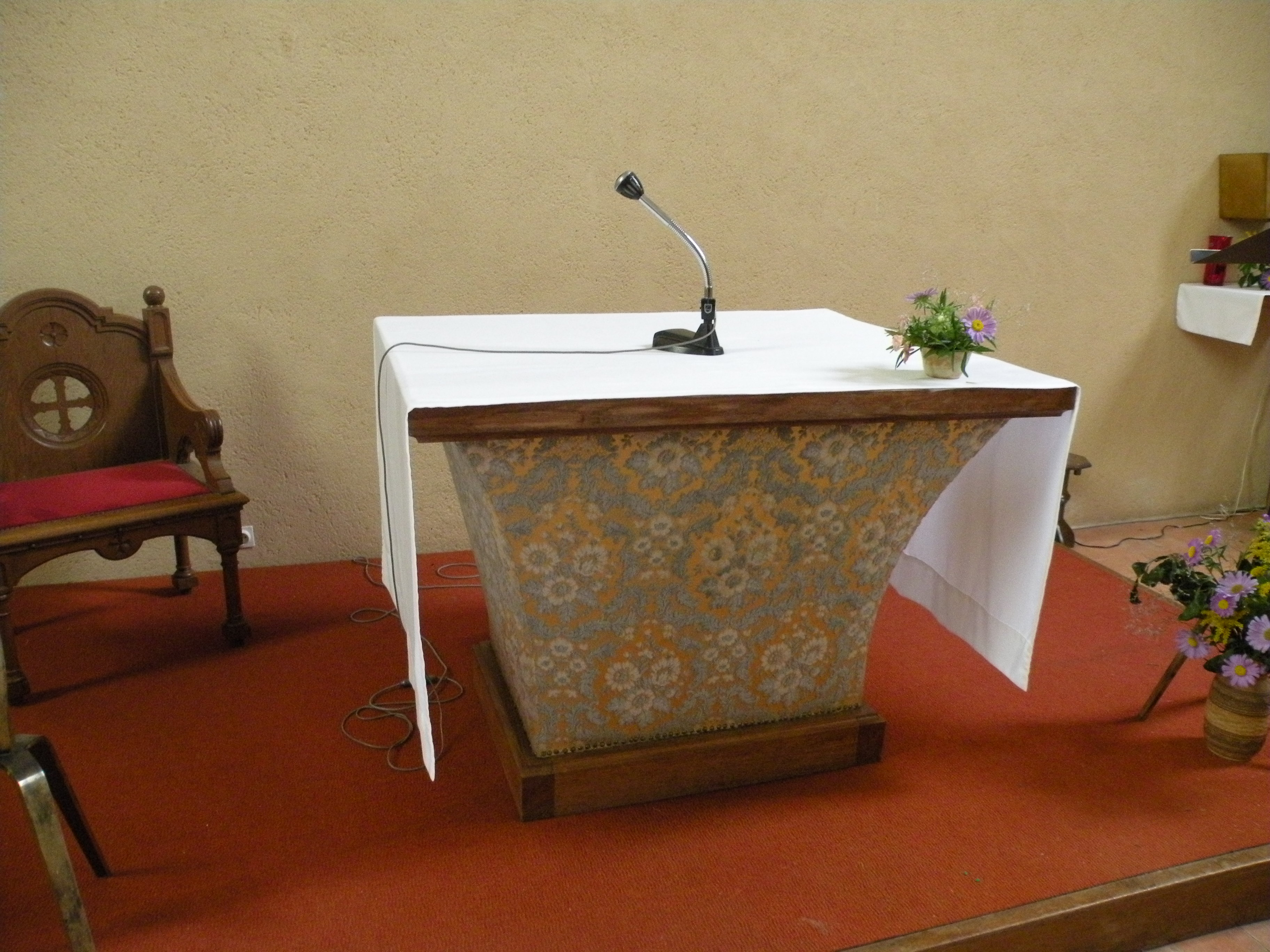
Autel.
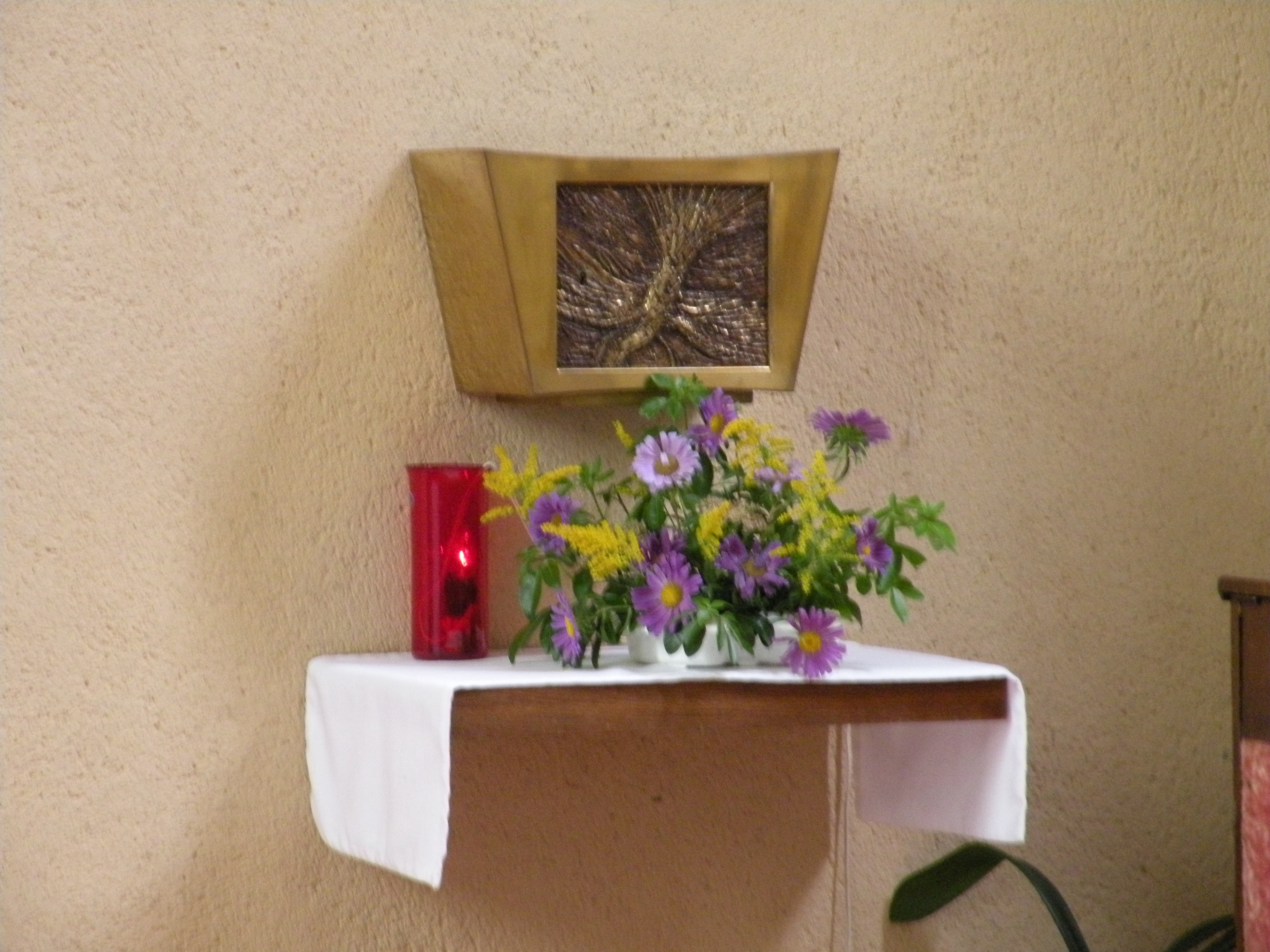
Tabernacle.
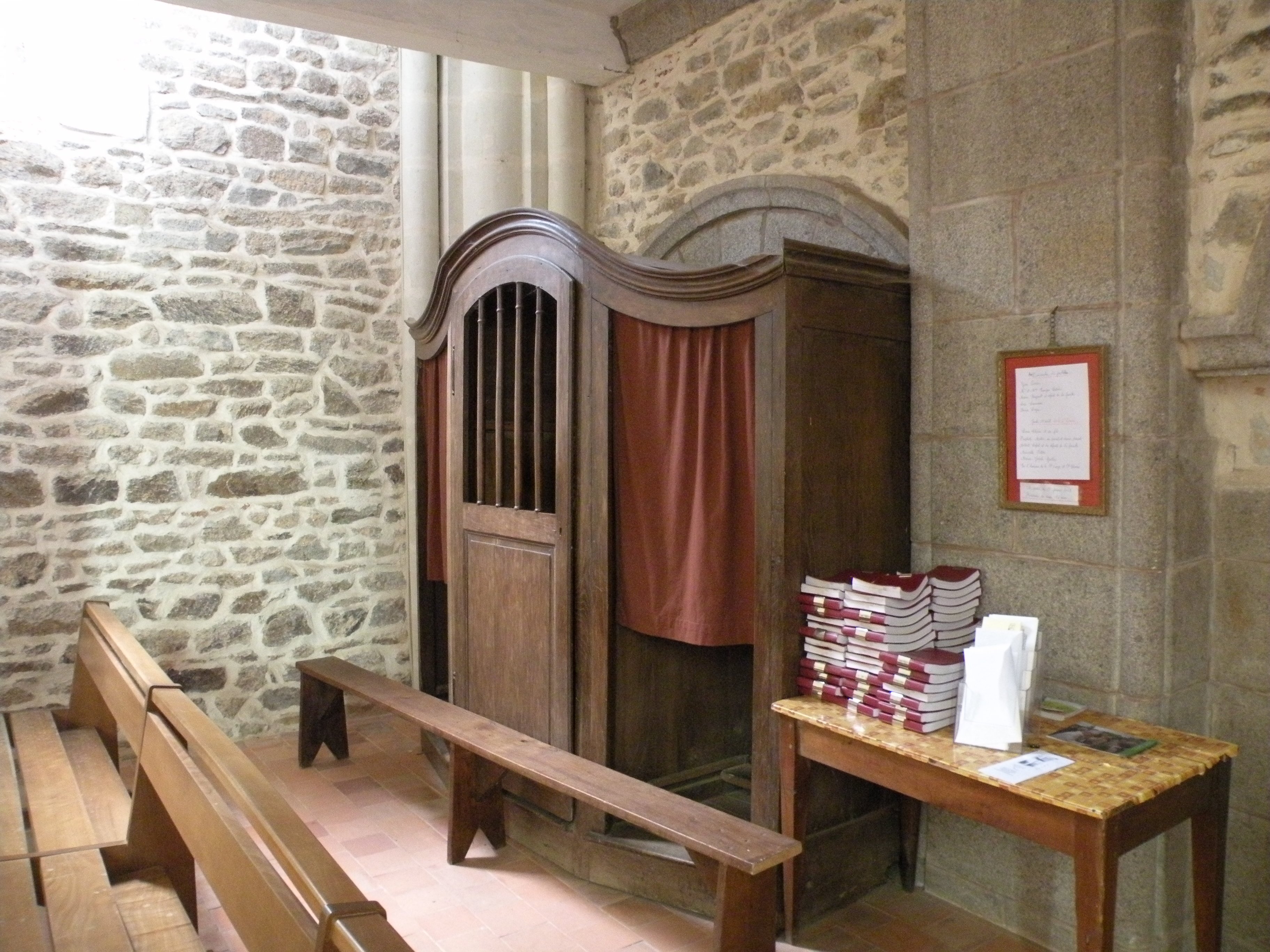
Confessionnal.
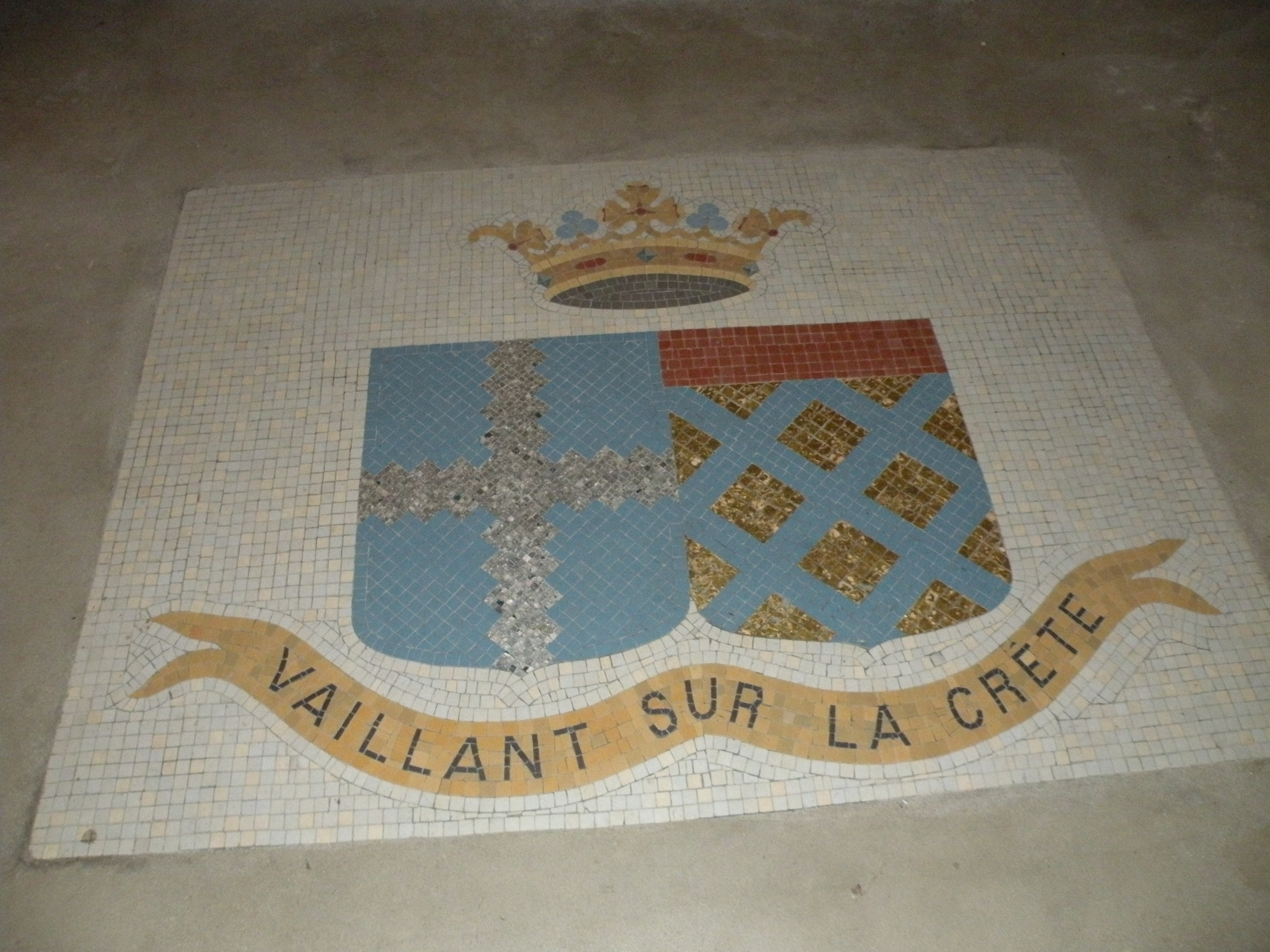
Devise de la famille de Creton (mots attribués à Godefroy de Bouillon lors de la Première croisade[1]).